# Тули Наркл
Тули Наркл (енгл. Tuuli Narkle) аустралијска је филмска, позоришна и телевизијска глумица.
Нарклова је најпознатија по улози позорнице Иви Купер у серији Морнарички истражитељи: Сиднеј.